# The Kids Are Alright (film)
The Kids Are Alright is een rockumentairefilm over de Britse rockband The Who en omvat onder andere live optredens, promotiefilmpjes en interviews in de periode tussen 1965 en 1978. De film wordt beschouwd als een van de beste rockumentaires ooit gemaakt.

## Productie
De film was in eerste instantie het werk van de Amerikaanse fan Jeff Stein die, ondanks het feit dat hij geen ervaring had met het maken van films, de band overtuigde om zijn project te ondersteunen en diende sindsdien als regisseur van de film. Stein had een boek met foto's van de tournee van The Who uit 1970 gepubliceerd toen hij slechts zeventien jaar oud was. In 1975 benaderde hij Pete Townshend, de primaire songwriter en leadgitarist, over het samenstellen van een verzameling van kleine filmpjes om een historisch naslagwerk te maken voor de fans. Townshend verwierp aanvankelijk het idee, maar werd door Bill Curbishley, de manager van de band, overgehaald om zijn medewerking te geven aan het project.
Toen Stein en zijn filmredacteur Ed Rothkowitz The Who en hun partners weldra een zeventien-minutendurende compilatie van clipjes van hun Amerikaanse televisieoptredens toonden, konden ze amper hun reacties geloven. "Townshend lag met zijn hoofd op de vloer te slaan. Hij en Moon waren hysterisch. Daltreys vrouw lachte zo hard dat ze de koffietafel in de screening room omverstootte. Hun reactie was ongelofelijk. Ze adoreerden het. Op dat moment waren ze helemaal overtuigd van het feit dat de film de moeite waard zou worden."
Stein wist dat veel van de opnamen van de beste optredens van de band ofwel nooit opgenomen, ofwel kwijtgeraakt ofwel beschadigd waren. Meer dan twee jaar verzamelde hij film-, televisie- en amateurvideomateriaal in Engeland, de Verenigde Staten, Zweden, Duitsland, Frankrijk, Australië, Noorwegen en Finland, waarbij hij in sommige gevallen materiaal uit de prullenbak moest vissen. Desalniettemin ontbrak er af en toe videomateriaal voor bepaalde delen van het repertoire van de band en de portrettering van de bandleden, dat opgevuld werd door het opnemen van nieuw materiaal. Zo werd er op Steins verzoek op 20 juli 1977 begonnen met het opnemen van het nummer "Barbara Ann" in de Shepperton Studios in Middlesex, Engeland. De filmcrew bleef vijf dagen in Malibu, Californië om het persoonlijke leven van Keith Moon te portretteren, waaronder een opname van zijn 31-ste verjaardag. Ten slotte ondernam Stein een aantal pogingen om een "Baba O'Riley" en "Won't Get Fooled Again" op te nemen. De uiteindelijke opnamen werden geschoten op 25 mei 1978.
Het mixen van het geluid voor de film werd begeleid door bassist John Entwistle en alle muziekopnames, met een uitzondering van een aantal optredens uit 1965 waarvoor hij de vermiste bassporen moest vervangen, waren authentiek. Tijdens het aanpassen van het geluid, overleed Keith Moon op 7 september 1978. Alle bandleden op Townshend na hadden echter een week eerder reeds een ruwe versie van de film gezien en ze waren na Moons dood vastbesloten om niets aan de film te veranderen.
De film ging op 13 mei 1979 tijdens het Filmfestival van Cannes in première.
In juni 1979 werd er een album uitgegeven als soundtrack, met hierop een aantal nummers en optredens uit de film. Het album The Kids Are Alright kwam tot nummer 26 in het VK, maar gedijde beter in de VS, waar het piekte op nummer 8 in de Billboard album charts en een platina status kreeg.

## Inhoud
The Kids Are Alright ging in de Verenigde Staten in première op 15 juni 1979, tegelijk met het rampenfilmtijdperk dat onder meer de films Earthquake, The Poseidon Adventure en The Towering Inferno. Vanwege het feit dat de film omringd werd door deze rampenfilms en het verwoestende karakter van de band, kreeg de originele uitgifte de titel "the world's first rock-'n-roll disaster movie" ('s werelds eerste rock-'n-roll rampenfilm) mee.
Met het materiaal dat hij verzameld had probeerde Stein niet een chronologische documentaire te maken, maar een "rock-'n-roll revival ontmoeting op film" en een "achtbaanrit die je haar rechtop zal doen laten staan". De optredens die de rode draad zijn van de film vormen, worden gedrapeerd om een aantal ondeugende ontmoetingen tussen de bandleden en verschillende talkshowpresentators, Pete Townshends informele relatie met zijn fans, bewonderaars en critici en de eindeloze grollen van Keith Moon.

### Televisieprogramma's en -interviews
De film begint met een knaller — letterlijk! — bij het enige Amerikaanse optreden in een variété. Op 15 september 1967 was The Who te zien in de CBS-show The Smothers Brothers Comedy Hour in Los Angeles aan het einde van hun tournee door de Verenigde Staten. Ze playbackten de nummers "I Can See for Miles" en "My Generation" en deden presentator Tommy Smothers versteld staan door te weigeren het script te volgen bij het gesprek vóór "My Generation". Moon maakte de grootste indruk toen zijn vernietigende aard van zijn podium-'alter ego' op een hoogtepunt kwam. Na het optreden van "My Generation" begon de band met het verwoesten van hun eigen instrumenten. Moon had zijn bassdrum volgepropt met explosieven, die hij af liet gaan. De hoeveelheid explosief bleek te groot te zijn, want Townshends haar stond in de fik en door de kracht van de explosieven was hij tijdelijk doof voor twintig minuten. Ook werd Moon geraakt door scherven van de cymbals, die een snee in zijn arm achterlieten. Townshend greep de akoestische gitaar die Smothers omhad en smeet deze in stukken op de grond. Smothers was compleet gefrustreerd, maar het publiek dacht dat het hele optreden in scène was gezet. Clips van London Weekend Televisions Russel Harty Plus (1973) komen zes keer voor in de film. Terwijl Harty in de achtergrond van de biografieën van de bandleden duikt, steelt Moon wederom de show door Townshends mouw van zijn shirt af te rukken en te strippen tot aan zijn ondergoed.
Een van de televisie-interviews omvat een uitspraak van Ken Russell, de regisseur van de film Tommy, die zijn punt maakt met een overdreven gepassioneerd betoog: "Ik denk dat Townshend, The Who, Roger Daltrey, Entwistle, Moon beter dan Wilson of een van die andere waardeloze mensen dit land uit zijn decadente sfeer kunnen trekken dan zij ooit hoopten te bereiken!"
Een vroeg optreden in het ABC-programma Shindig! en een van de enige twee banden die over zijn gebleven van het programma Ready, Steady, Go!, die beiden opgenomen werden in 1965, werden opgenomen in de film, evenals een aantal interviews van BBC Radio en Radio Bremen van Hamburg. Segmenten die gefilmd zijn in de appartementen van alle bandleden omvatten ook een aantal gesprekken tussen Moon en mede-drummer en vriend Ringo Starr.

### Grote concerten
Optredens tijdens drie van de bands grootste concerten dienen als getuigen om te tonen hoe de band uitgroeide van de Britse modscene tot het wereldwijde sterrendom:
- Hun verwerpelijke optreden op Woodstock Music and Art Fair op 17 augustus 1969 was geen artistiek succes in de ogen van de band, maar het hielp om de rockopera Tommy om een kritische blockbuster te laten worden. De vier clips die in de film te zien zijn laten onder meer drie nummers van Tommy en "My Generation" zien, met als toetje Townshend die zijn gitaar het publiek ingooit.
- De 1975 US tour van de band bereikte zijn hoogtepunt met een publiek van 75,962 mensen in het Pontiac Silverdome op 6 december. De video in de film werd toen via grote schermen getoond in het stadion zodat de mensen die achterin stonden de bandleden ook werkelijk op het podium konden zien staan.
- Hoewel het pas te zien is tegen het einde van de film, bracht het optreden op het Monterey International Pop Festival op 18 juni 1967 de band de eerste grote mediabelangstelling in de Verenigde Staten. In de film wordt het optreden op Monterey Pop afgekapt en gaat de film verder met materiaal van andere concerten waarbij The Who hun uitrusting vernietigt, voor het einde van "My Generation".

### Afgedankt materiaal
Minstens drie hoofdstukken in de film zijn optredens die afgedankt of vermist waren:
- Toen de English National Opera de band toestemde om te spelen in het Londense Colosseum op 14 december 1969, werd de show opgenamen voor een eventueel later uitgifte. De slechte kwaliteit van het materiaal echter, maakte het misbaar voor de groep en Jeff Stein hervond het op een afvalberg. De vertolking van "Young Man Blues" werd opgenomen in de film.
- Een promotiefilm van het nummer "Happy Jack" werd opgenomen op 19 december 1966 voor de BBC Television serie genaamd Sound and Picture City, maar de show ging nooit de lucht in.
- Het Rolling Stones Rock and Roll Circus zou een televisieprogramma worden waarin verschillende bekende Britse bands en circusartiesten te zien zouden zijn, gevolgd door een tournee door het Verenigd Koninkrijk. Toen de Stones echter bemerkten dat hun podiumoptredens niet te vergelijken waren met die van The Who, werd de uitzending en de tournee afgeblazen. In 2004 werd het programma op film uitgebracht. The Who is erop te horen en te zien met hun eerste rockopera A Quick One, While He's Away, dat op 10 december 1968 werd opgenomen.

## Dvd-editie
In 2003 werd er een dvd-versie van de film uitgegeven. De film werd hersteld vanaf het 35mm interpositief en het geluid werd uitgebreid gerestaureerd. Als toevoeging aan de originele film werd er een Deluxe Edition uitgegeven die een bestaat uit de originele film en een bonusdisc. Hierop is onder meer drie uur extra materiaal te zien met een nieuw interview met Roger Daltrey, een audiocommentaartrack met Associate Producer Martin Lewis en eentje met Lewis, Jeff Stein en producer John Alberian. De dvd werd uitgegeven door Pioneer Home Entertainment en ging in première tijdens het New York Film Festival in oktober 2003. Hierbij waren onder andere Daltrey, Lewis, Stein en Alberian aanwezig.

## Credits
- Hoofdpersonen: Roger Daltrey, John Entwistle, Keith Moon, Pete Townshend
- Gastrollen Tommy Smothers, Jimmy O'Neill, Russell Harty, Melvyn Bragg, Ringo Starr, Mary Ann Zabresky, Michael Leckebusch, Barry Fantoni, Jeremy Paxman, Bob Pridden, Keith Richards, Garry McDonald (als Norman Gunston), Steve Martin, Rick Danko (die in de film niet aanwezig is, maar wel in de eindcredits verschijnt), Ken Russell
- Executive Producer: Sydney Rose
- Geproduceerd door: Bill Curbishley, Tony Klinger
- Associate Producers: Jeff Stein, Ed Rothkowitz, The Who
- Bewerkt door: Ed Rothkowitz
- Muzikale opnameleider: John Entwistle
- Geschreven en geregisseerd door: Jeff Stein

## Uitspraken
- "De meeste rockfilms zijn pretentieus. Ze worden gemaakt met het enige doel om de penis van Robert Plant groot te laten lijken. Dit is totaal het tegenovergestelde. In het eerste half uur lijken we net vier compleet gestoorde idioten!" – Roger Daltrey